# Wolne koło (pędnia)
Wolne koło to swobodnie mogące się obracać koło pasowe łożyskowane na wale napędzającym umieszczone obok koła napędzającego. Przesunięcie pasa transmisyjnego z jednego koła na drugie umożliwia rozłączenie napędu zastępując sprzęgło. Bardzo często stosowane w pędniach. Wraz z nimi wyszło z użycia.